# تاريخ إنجلترا الجديدة

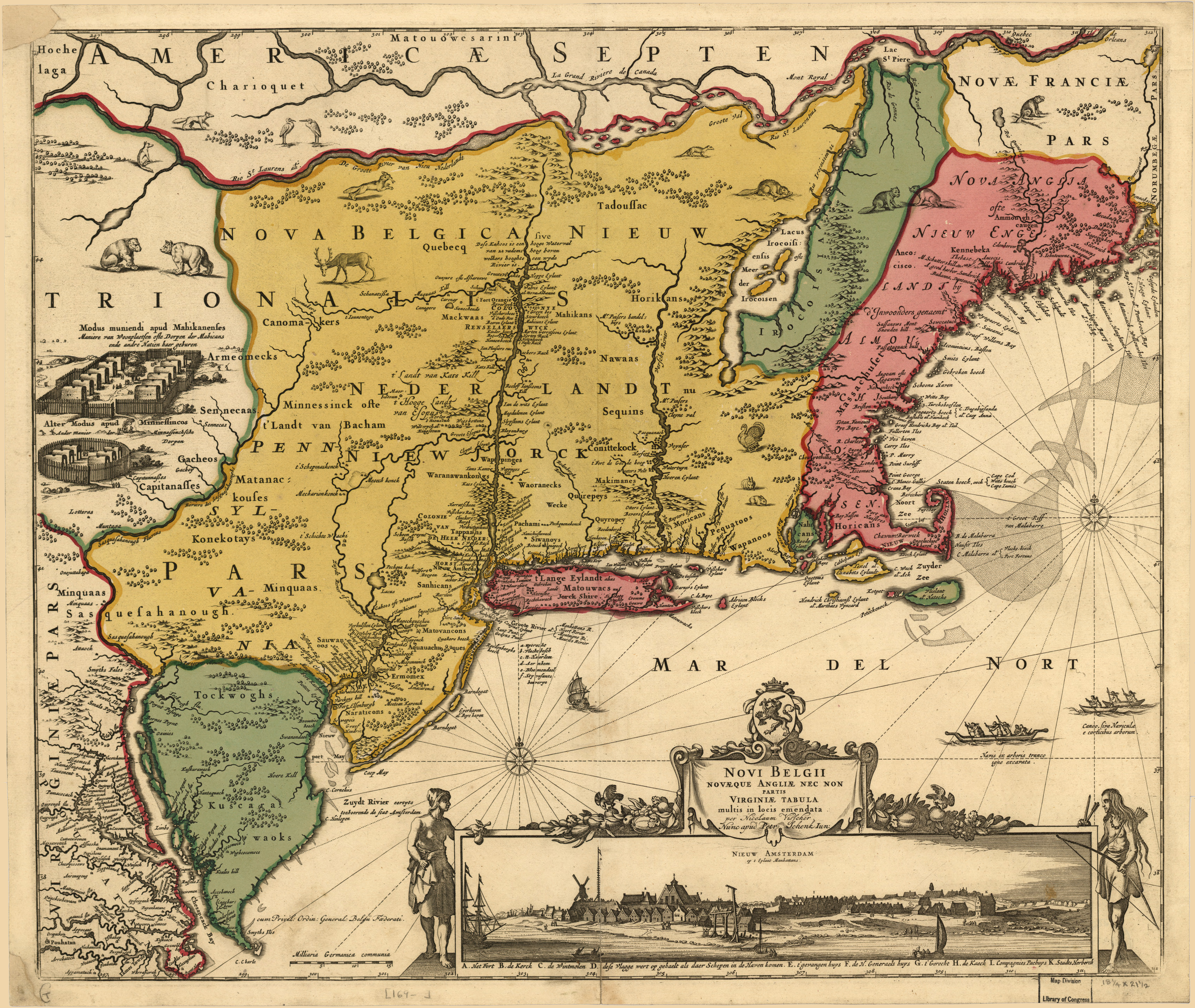
غالبًا ما تم نسخ الكليات والكنائس من العمارة الأوروبية. كانت كلية بوسطن تسمى في الأصل أكسفورد في أمريكا

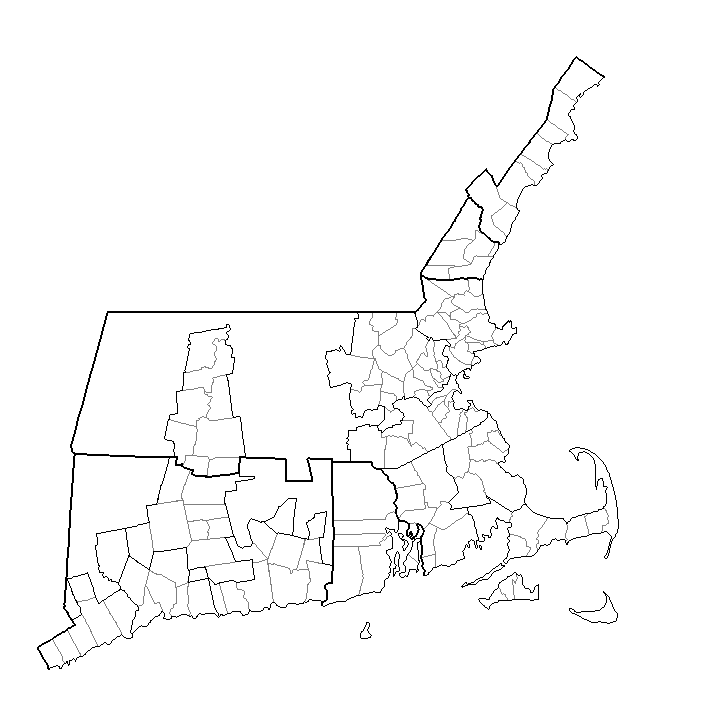
المدن المدمجة في نيو إنجلاند كما ظهرت حوالي عام 1700

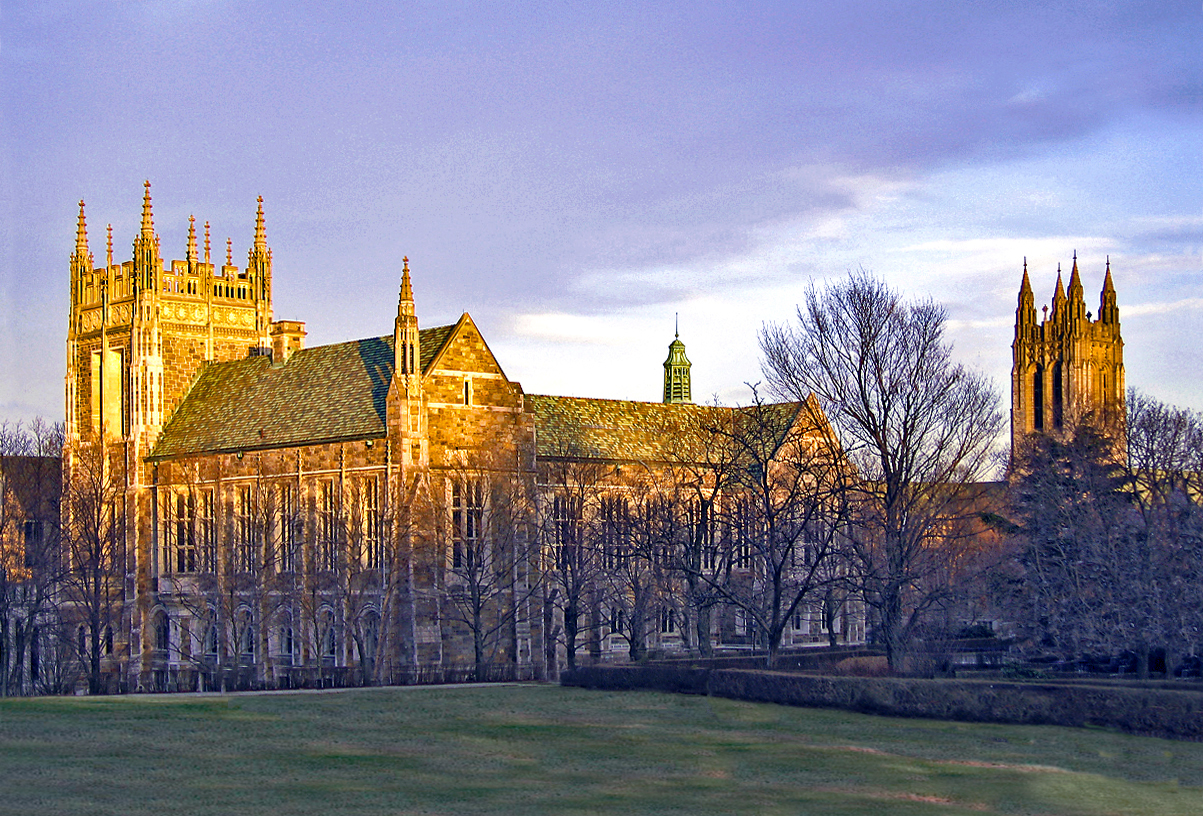
غالبًا ما تم نسخ الكليات والكنائس من العمارة الأوروبية. كانت كلية بوسطن تسمى في الأصل أكسفورد في أمريكا

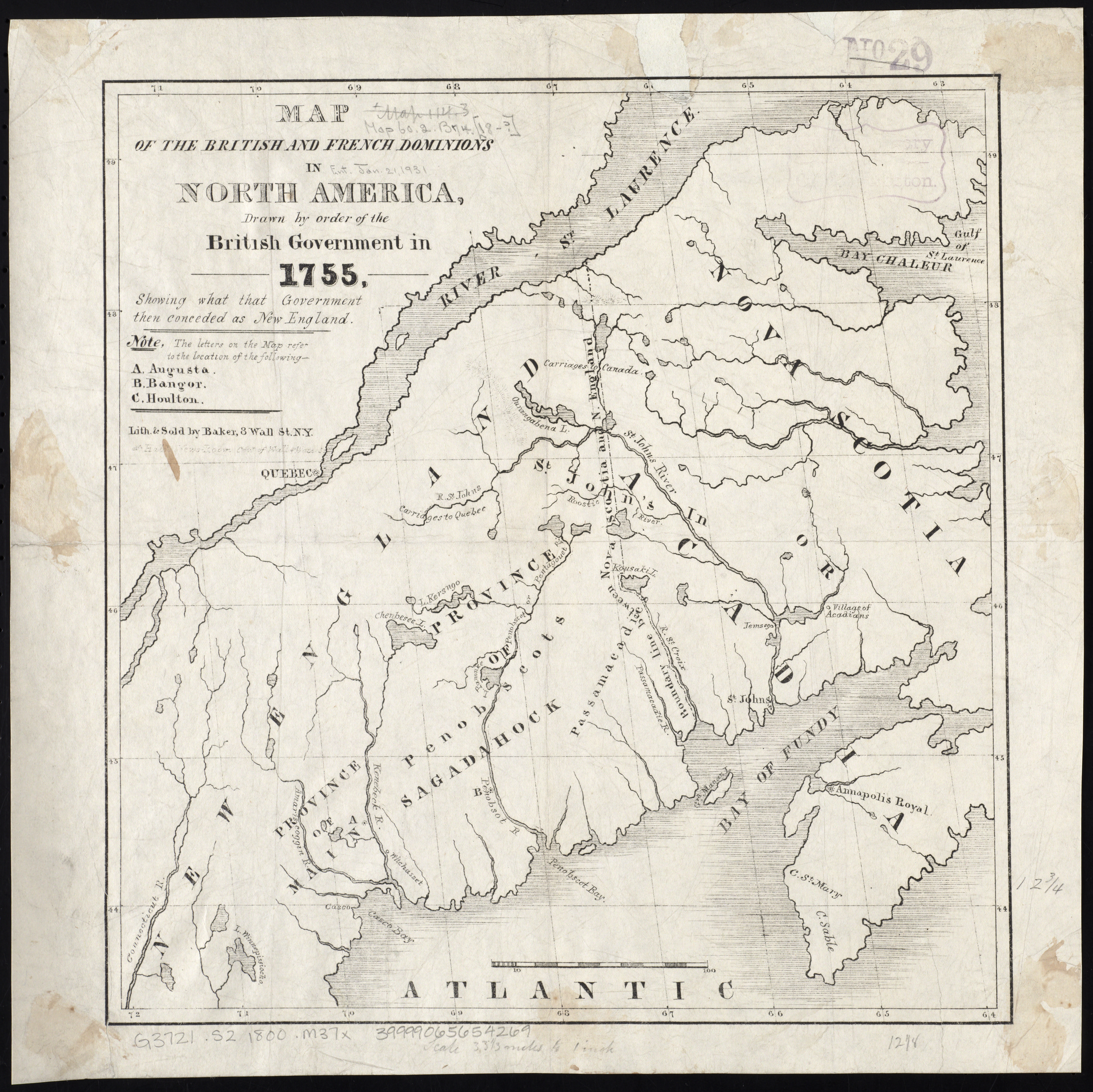
خريطة للسيادة البريطانية والفرنسية في أمريكا عام 1755، توضح ما اعتبره الإنجليز نيو إنجلاند

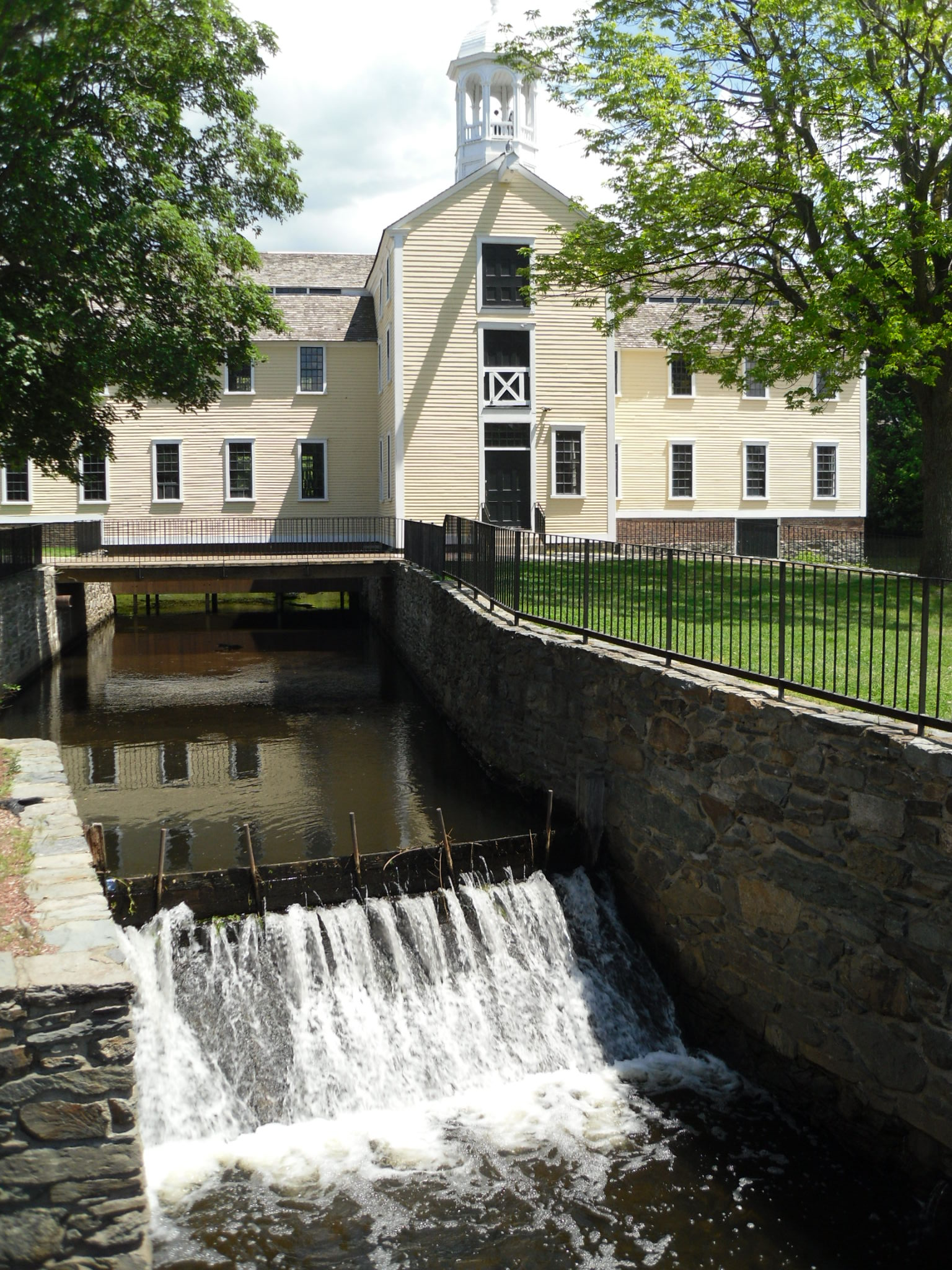
موقع سلاتر ميل التاريخي بوتكيت (رود آيلاند)

تُعد إنجلترا الجديدة منطقة واضحة المعالم بأقدميتها في الولايات المتحدة، فقد جرى استيطانها قبل أكثر من 150 عامًا على الثورة الأمريكية. تأسست مستعمرة بليموث عام 1620، وهي أول مستعمرة إنجليزية في إنجلترا الجديدة، على يد الحجاج البيوريتانيين (أتباع المذهب التطهيري) الفارين من الاضطهاد الديني في إنجلترا؛ فشل تأسيس مستعمرة فرنسية عام 1604 على جزيرة سانت كروا في ولاية مين. كانت بليموث ثاني مستعمرة إنجليزية في أمريكا، بعد جيمستاون. خلال هجرة البيوريتانيين إلى إنجلترا الجديدة (1620 – 1640) توطنت المنطقة بنطاقها الأوسع نتيجة تدفق أعداد كبيرة منهم، فكان لأراضي بوسطن وسالم النصيب الأكبر من المهاجرين. ازدهرت الزراعة وصيد الأسماك وقطع الأخشاب، فضلًا عن صيد الحيتان والتجارة البحرية.
ساعد كتّاب إنجلترا الجديدة والأحداث الدائرة في المنطقة بإطلاق حرب الاستقلال الأمريكية واستمرارها، والتي بدأت عندما نشب القتال بين القوات البريطانية وميليشيات ماساتشوستس في معركتي ليكسينغتون وكونكورد. أصبحت المنطقة فيما بعد معقلًا للحزب الفيدرالي المحافظ.
بحلول أربعينيات القرن التاسع عشر، كانت إنجلترا الجديدة مركزًا للحركة الأمريكية المناهضة للعبودية وكانت القوة الرائدة في الأدب الأمريكي والتعليم العالي. كان لها الصدارة في الثورة الصناعية الأمريكية، وذلك بافتتاح العديد من مصانع النسيج والمشاغل بحلول عام 1830. كانت المركز الصناعي للولايات المتحدة بأكملها على مدار جزء كبير القرن التاسع عشر، ولعبت دورًا هامًا أثناء الحرب الأهلية الأمريكية وما بعدها بترويجها الفكري والسياسي والثقافي لإلغاء العبودية والحقوق المدنية.
بدأت الحركة الصناعية في الولايات المتحدة بالانتقال جنوبًا وغربًا خلال القرن العشرين، وشهدت إنجلترا الجديدة فترة ممتدة من التدهور الاقتصادي وتراجع الحركة الصناعية. مع بداية القرن الحادي والعشرين، أصبحت المنطقة مركزًا للتكنولوجيا وصناعة الأسلحة والبحث العلمي والخدمات المالية.

## ما قبل الاستعمار
كانت إنجلترا الجديدة مأهولة من قِبل حضارة الإيروكوا من القرن الثاني عشر وحتى القرن الثامن عشر. أشار المستوطنون الأوروبيون إلى المنطقة باسم نورومبيغا، التي سميت على اسم مدينة أسطورية افتُرض وجودها هناك.
قبل وصول المستعمرين، استقر الأبيناكي الغربيون في نيو هامبشاير وفيرمونت، وكذلك في أجزاء من كيبيك وغرب مين. كانت نوريجواك في ولاية مين، مدينتهم الرئيسية. استقر البينوبسكوت على طول نهر بينوبسكوت في ولاية مين. شغل الوامبانواغ جنوب شرق ماساتشوستس ورود آيلاند وجزر مارثا فينيارد ونانتكيت؛ استقر شعب البوكامتاك في ولاية ماساتشوستس الغربية. شغل الناراغانسيت معظم ولاية رود آيلاند، وحول خليج ناراغانسيت خاصةً.
كانت منطقة كونيتيكت مأهولة بقبائل الموهيغان والبيكوت قبل الحقبة الاستعمارية. ربط وادي نهر كونيتيكت القبائل المختلفة بنواحٍ ثقافية ولغوية وسياسية. زرعت القبائل الذرة والتبغ والفاصولياء والقرع ودوار الشمس الدرني.
كان المستكشف البرتغالي استيبان غوميز أول أوروبي يزور المنطقة في عام 1525. وصل غوميز، الذي كان يعمل لصالح الإمبراطورية الإسبانية، إلى شواطئ مين ورسم خرائطًا لها. أبحر بعد ذلك على طول ساحل أمريكا الشمالية (بما في ذلك إنجلترا الجديدة). كانت المستعمرة الفرنسية التي أسسها صمويل دو شامبلان في جزيرة سانت كروا بولاية مين عام 1604 أول مستوطنة أوروبية في إنجلترا الجديدة. منذ عام 1600، بدأ التجار الفرنسيون والهولنديون والإنجليز بتجارة المعادن والزجاج والقماش مقابل جلود القندس المحلية.

## الحقبة الاستعمارية

### بدايات الاستيطان البريطاني (1607 – 1620)
في 10 أبريل 1606، أصدر الملك جيمس الأول ملك إنجلترا ميثاقين، أحدهما لشركة فيرجينيا اللندنية (غالبًا ما يشار إليها باسم شركة لندن) وشركة بليموث فرجينيا في إنجلترا (يُشار إليها غالبًا باسم شركة بليموث). كان على الشركتين الحفاظ على مسافة فاصلة تبلغ 100 ميل (160 كم)، حتى في حال تداخل المناطق المنصوصة في الميثاقين. فُوضت شركة لندن بتشكيل مستوطنات من كارولينا الشمالية إلى نيويورك (من 31 درجة إلى 41 درجة شمال خط الاستواء)، بشرط عدم وجود تعارض مع ميثاق شركة بليموث. كان الهدف من كليهما إحقاق المطالبة بالأرض لإنجلترا وبدء مداولات تجارية.
بموجب الميثاقين، حُددت المنطقة المخصصة على النحو التالي:
1. شركة فرجينيا اللندنية: جميع الأراضي التي تقع في نطاق 100 ميل (160 كم) من الساحل، بما في ذلك الجزر، وتعني ضمنًا نطاقًا يمتد 100 ميل (160 كم) غربًا، بين 34 درجة (كيب فير، كارولينا الشمالية) و41 درجة (خليج لونغ آيلاند، نيويورك) شمال خط الاستواء.[6]
2. شركة بليموث فرجينيا: جميع الأراضي التي تقع في نطاق 100 ميل (160 كم) من الساحل، بما في ذلك الجزر، ما يعني ضمنًا نطاقًا يمتد 100 ميل (160 كم) غربًا، بين 38 درجة (خليج تشيسابيك، فرجينيا) و45 درجة (الحدود بين كندا ومين) شمال خط الاستواء. وشمل ميثاقها أراضٍ امتدت حتى شمال مين.

كانت هاتين الشركتين مشروعًا مملوكًا بتمويل خاص، تمثل هدف تأسيسهما في إحقاق المطالبة بالأرض لإنجلترا وبدء تداولٍ تجاري وجني الأرباح. أنشأت شركة لندن بنجاح مستعمرةً في جيمستاون، فرجينيا في عام 1607. لم تفِ شركة بليموث بالتزاماتها تجاه الميثاق، ولكن المنطقة المحددة بالميثاق سُميت «إنجلترا الجديدة» من قِبل النقيب جون سميث أحد مؤسسي مستوطنة جيمستاون، وذلك من خلال رحلتين له لتلك المنطقة، رواهما في عملٍ تحت عنوان وصفٌ لإنجلترا الجديدة.

### مستعمرة بليموث (1620 – 1643)
اعتُمد اسم «إنجلترا الجديدة» رسميًا في 3 نوفمبر 1620، عندما استُبدل بميثاق شركة بليموث امتيازٌ ملكي لمجلس بليموث الخاص بإنجلترا الجديدة، وهي شركة مساهمة تأسست لاستعمار المنطقة وحكمها. في ديسمبر 1620، أُنشأت مستوطنة مستعمرة بليموث الدائمة على يد الحجاج، وهم انفصاليون إنجليز بيوريتانيون وصلوا على متن سفينة ماي فلاور. نظموا وليمة امتنانٍ أصبحت جزءًا من التقاليد الأمريكية المتمثلة في عيد الشكر. كان عدد سكان مستعمرة بليموث قليلًا، وضُمت إلى مستعمرة خليج ماساتشوستس في عام 1691.

### خليج ماساتشوستس
بدأ البيوريتانيون في الهجرة من إنجلترا بأعداد كبيرة، وأسسوا مستعمرة خليج ماساتشوستس عام 1629 بأربعمئة مستوطن. سعوا لإصلاح كنيسة إنجلترا من خلال إنشاء كنيسة جديدة مطهرة في العالم الجديد. بحلول عام 1640، وصل 20,000 مهاجر، لكن الكثير منهم توفي بعد وصولهم بوقت قصير.
وضع البيوريتانيون ثقافة دينية متشددة ومتماسكة اجتماعيًا ومبتكرة سياسيًا، لا يزال تأثيرها جليًا على الولايات المتحدة. رحلوا عن إنجلترا هربًا وحاولوا إنشاء «أمةَ قديسين» أو «مدينة فوق التلال» في أمريكا، وهو مجتمع صُمم ليكون نموذجًا لكل أوروبا.
يُعد إصدار شلن شجرة الصنوبر و«هال منت» أمرًا جديرًا بالذكر. دخل جون هال في شراكة مع روبرت ساندرسون وسكّا «شلن شجرة الصنوبر» في عام 1652. الوصف: «دار سك هال - بالقرب من هذا الموقع انتصبت أول دار سك في المستعمرات البريطانية في أمريكا الشمالية. قبل عام 1652، كان النظام المالي في ماساتشوستس يعتمد على المقايضة والعملات الأجنبية. شكلت ندرة العملات المعدنية عائقًا أمام نمو اقتصاد إنجلترا الجديدة. في 27 مايو 1652، عينت محكمة ماساتشوستس العامة جون هال، صائغ الفضة المحلي، رئيسًا لدار السك في بوسطن دون إبلاغ الحكومة البريطانية أو الحصول على إذنها. أنتجت دار سك هال عدة فئات من العملات الفضية، بما في ذلك شلن شجرة الصنوبر الفضي الشهير، وذلك على مدار أكثر من 30 عامًا حتى جعل الوضع السياسي والاقتصادي من تشغيل دار السك أمرًا غير مُجدٍ».